# Het piepend bed
Het piepend bed is het 89ste stripverhaal van Jommeke. De reeks wordt getekend door striptekenaar Jef Nys.

## Verhaal
Vlak voor ze op reis vertrekken, beloven Annemieke en Rozemieke aan Estella Saprinetta om voor haar poezen te zorgen als ze komt te sterven. Wanneer ze terugkomen, blijkt Estella al overleden te zijn en krijgen zij de poezen en een oud piepend bed. Omdat het bed te veel piept, geven ze het weg. Maar dan ontdekt Jommeke dat Estella zeer rijk was maar haar geld nergens te vinden is. Het zit in het bed. Hierop gaat Jommeke op zoek naar het bed.